# Sergio Elías Ortiz
Sergio Elías Ortiz Cortés  (San Juan de Pasto, 8 de mayo de 1894- Bogotá, 11 de febrero de 1978) fue un profesor, parlamentario, historiador, lingüista y etnólogo colombiano.

## Biografía
Nació en Pasto el 8 de mayo de 1894, en el hogar formado por doña Concepción Cortés y don Sergio Ortiz, quien falleció poco antes de nacer su hijo.
En 1920 contrajo matrimonio en Sandoná con Rosa Florinda Cabrera (1895-1989), de cuya unión nacieron 12 hijos: Alfonso (1920-1921), Inés Dolores (1922-2005), Laurencio (1924-2007) (teniente coronel PNC), Edmundo (1927-2000), Lucía (1929-2011), Stella, Sergio Elías, Juan Augusto Nicolás (1935-2001), Eduardo (1937- 2010); José Vicente (1935-1975), Francisco Mardoqueo de Sales (1942) y Alejandro.
Fallece en Bogotá el 11 de febrero de 1978.

### Estudios
Sergio Elías Ortiz curso sus estudios de primaria en Popayán en el colegio Champagnat de los hermanos Maristas, allí se familiariza con el francés, que dominará posteriormente, aprende el inglés y el latín, que lo conducirán a sus fuentes de origen. De regreso a Pasto, en 1912, se matricula en la Escuela Normal de Varones y obtiene el grado de maestro de Escuela Superior en 1917. Este grado de maestro será el que imprimirá un carácter especial a su personalidad.
Más adelante, Sergio Elías se asocia con sus condiscípulos Luis Samuel Fajardo y Temístocles Pérez Delgado y forman un grupo de autodisciplina y mejoramiento académico, mediante la lectura metódica de libros, el ejercicio de la crítica y la producción de pequeños ensayos.

## Cargos políticos y académicos
Su labor docente la llevó a cabo en diferentes planteles educativos de primaria, en colegios de provincia, en la Normal de Varones y en varios centros universitarios y científicos. Fue rector de la Universidad de Nariño, diputado, representante, investigador en el Instituto Colombiano de Antropología y Cónsul en Sevilla, España. Fue también presidente y "secretario perpetuo" del Centro de Historia de Pasto, así como miembro de numerosas academias nacionales e internacionales

## Labor investigadora y científica
Fue colaborador de la Academia Nariñense de Historia y de la revista Ilustración Nariñense desde el inicio de esta, y fue editor de la revista pastusa Don Quijote: intereses generales, literatura, artes y ciencias. Fundó la Revista de Historia de la Academia Nariñense de Historia; fue también político del Partido Conservador y senador de la República de Colombia. Participó, además, periodisticamente en las revistas Renacimiento (revista), Unidad Conservadora, Idearium y Boletín de Estudios históricos.
"Los trabajos de clasificación [de lenguas indígenas] de Sergio Elías Ortiz continúan, por lo general, las ideas de Rivet. Los citamos aquí porque siguen siendo consulta obligatoria y utilísima por la cantidad de datos históricos y lingüísticos que contienen para cualquier investigador en el tema de las lenguas indígenas de Colombia."
Las "propuestas modernizantes" de Ortiz fueron su "contribución al estudio del patrimonio cultural nacional", su "impulso a la escritura como medio para reivindicar el papel de una región en el contexto nacional", y su "importancia de transmitir la historia mediante la instrucción pública".
En la biblioteca Remigio Fiore Fortezza de la Institución Universitaria CESMAG está el Fondo Sergio Elías Ortiz (FSEO), conformado por material bibliográfico de carácter general que perteneciera al historiador y su consulta puede realizarse tanto dentro como fuera de las salas de lectura.

## Obra
- (1985) Crónicas de la ciudad de San Juan de Pasto. Cámara de Representantes.
- (1973) Epistolario y documentos oficiales del general José María Obando. Compilados por Luis Martínez Delgado y Sergio Elías Ortiz. Tomo II. Bogotá: Editorial Kelly (Biblioteca de Historia Nacional, 124). ASIN B0017X75LQ
- (1971) Franceses en la independencia de la Gran Colombia. Bogotá: Editorial ABC.
- (1970) Nuevo Reino de Granada. El Virreynato. Lerner.
- Nuevo Reino de Granada. Real Audiencia y Presidentes. Historia Extensa de Colombia.
- (1965) Escritos de dos economistas coloniales. Bogotá: Banco de la República.
- (1965) Lenguas y dialectos indígenas de Colombia. Ediciones Lerner.
- (1964) Colección de documentos para la historia de Colombia: época de la Independencia. Editorial "El Voto Nacional"
- (1960) Génesis de la revolución del 20 de julio de 1810. Academia Colombiana de Historia.
- (1958) Agustín Agualongo y su tiempo. Editorial ABC.
- (1958) "Agustín Codazzi y su estudio sobre las ruinas de San Agustín". Revista colombiana de antropología, Bogotá, 1958, 7. p.289-293.
- (1956) Del Colegio de la Compañía de Jesús a la Universidad de Nariño (1712 a 1904). Pasto: Impr. del Departamento [de Nariño].
- (1954) Estudios sobre lingüística aborigen de Colombia. Editorial Kelly.
- (1948) Chronicas de la Cibad de Sant Joan de Pasto.
- (1946) The Native Tribes and Languages of Southwestern Colombia. Smithsonian. ASIN B002EEN47Q
- (1944) "Familia Guahibo". Revista de Historia, Órgano del Centro de Historia de Pasto. Pasto, julio-diciembre 1944, Nos. 3 y 4. Págs. 39-62.
- (1944) La Unión municipio modelo del departamento de Nariño. Editorial La cosmopolita.
- (1934) Los Petroglifos de Negrohuiaco. Boletín de Estudios Históricos.
- Historia extensa de Colombia o Historia Extensa de Colombia. 4 volúmenes. Bogotá: Edi [?].
- Las comunidades indígenas de Jamundino [o "Jamondino"?] y Males. Boletín de Estudios.
- Historia extensa de Colombia. Bogotá: Ediciones Lerner.
- Estatuas Prehistóricas de Piedra del Valle de Chimayoy. Revista Colombiana de Antropología.
- Vocabulario de la lengua que usan los indios destas Misiones, Ceona. Revista de Historia de Pasto.
- La necrópolis del Cerrillo. Una historia figurada. Revista idearium.